# 肿胀华溪蟹
肿胀华溪蟹（学名：Sinopotamon turgidum）为溪蟹科华溪蟹属的动物。在中国大陆，分布于湖北等地，一般生活于平原泥洞中。